# 东坑镇 (东莞市)
东坑镇，是中华人民共和国广东省东莞市下辖的一个行政建制镇。 位於東莞市中部，東與常平鎮交界，南接大朗鎮，西至寮步鎮，北鄰橫瀝鎮，西北與茶山鎮相連。轄區總面積23.8平方公里。鎮人民政府駐東坑大道。

## 行政区划
东坑镇下辖以下地区：
草塘社区、骏达社区、东坑村、黄麻岭村、长安塘村、寮边头村、塔岗村、坑美村、新门楼村、井美村、初坑村、凤大村、丁屋村、彭屋村、黄屋村和角社村。

## 人口
根據第七次全国人口普查數據，截至2020年11月1日零時，東坑鎮常住人口為187877人。

## 文化
东坑镇有着被称为“卖身节”的传统节日(亦被称为“泼水节”)，起源于明末清初，在农历二月初二龙抬头前后，是广东非物质文化遗产之一。